# Marianca de Jos
Marianca de Jos è un comune della Moldavia situato nel distretto di Ștefan Vodă di 571 abitanti al censimento del 2004.